# Pinselheinrich (Film)
Pinselheinrich ist ein für das Fernsehen der DDR konzipiertes Künstlerdrama aus dem Jahr 1979. Der Name geht zurück auf einen angeblichen Spitznamen Heinrich Zilles, dessen Lebensgeschichte dargestellt wird.

## Inhalt
Berlin 1925. Man bereitet den ersten Zille-Ball vor. Um über den Namensgeber ein Feuilleton zu schreiben, besucht ein Journalist den greisen Zille. Seine Geschichte beginnt rückblickend mit dem Tag des Jahres 1907, als ihm und seinem Freund Gustav Nogler nach 30 Jahren Anstellung vom Prokuristen Hübel der „Photografischen Gesellschaft“ gekündigt wird.
Für beide beginnt eine schwere Zeit, denn ihre Familien brauchen den Wochenlohn zum Überleben. Zille, dem Hübel vorwirft zu sozialistisch zu denken, muss sich und seine Frau Hulda von nun an mit seinen Zeichnungen aus dem Armenmilieu ernähren. Nogler hofft auf eine staatliche Anstellung als Zeichenlehrer. Doch als „Friedensinvalide“ ist er für den Staatsdienst untauglich. Er beantragt auf Zilles Rat hin eine Rente, da ihm als Soldat seine Verletzung mutwillig zugefügt wurde. Als ihn seine Frau Lena verlässt, nimmt sich Nogler das Leben. Von den Zilles will Lena nie wieder etwas hören. Zilles Zeichnungen stoßen bei denen, die er porträtiert zunächst auf Ablehnung. Die besser Betuchten, auch Hübel, sehen in den Armen eine lukrative Geschäftsanlage.
Viele Jahre später, im letzten Kriegsjahr 1918. Lena Nogler hat ihren Sohn Willi an der Front verloren. „Radieschen“, einst Straßenmädchen, jetzt Hilfspostbotin, bringt es nicht fertig, der verhärmten Frau den Feldbrief zu übergeben.
Wieder gehen Jahre ins Land. Die Inflation hat Deutschland erschüttert. Zille ist jetzt Witwer. Seine Zeichnungen sind inzwischen anerkannt, man stellt sie sogar in der Berliner Nationalgalerie aus und man hofiert ihn, seit er zum Professor ernannt wurde. Doch sein Herz und seine Fürsorge gelten nach wie vor denen, die nicht wissen, wie sie sich oder ihre Familien über die Runden bringen sollen. Als Hübler, inzwischen Kommerzienrat, seiner mondänen Frau von Zille ein Ballkostüm entwerfen lässt, skizziert er sie wie Frau Nogler, und zwar so, wie sie ihm nach Jahren in seiner Lieblingskneipe „Zum Nussbaum“ wieder begegnet war: blind und zerlumpt. Mit dem Honorar für diese Skizze wird Zille eine Augenoperation für sie ermöglichen. Am Ende der Geschichte bleibt der Journalist ratlos zurück. Zilles Kommentar: „Schreiben Sie, dass ich Heinrich heiße und Bilder male.“